# Diplycosia puradyatmikai
Espèce
Statut de conservation UICN

 CR : 
En danger critique
Diplycosia puradyatmikai est une espèce de plantes à fleurs de la famille des Ericaceae. Cette espèce est originaire de Nouvelle-Guinée. Elle a été découverte en l'an 2018 mais décrite pour la première fois en l'an 2020.
Selon Plants of the World Online, le nom est un synonyme de Gaultheria puradyatmikae.

## Étymologie
Le nom de cette espèce fait référence à l'actuel superviseur général de la remise en état et de la surveillance des Highlands à la PT Freeport Indonesia Mining Company, Monsieur Pratita Puradyatmika, qui a un grand intérêt pour la biodiversité du mont Jaya, et a travaillé avec des biologistes pendant de nombreuses années pour entreprendre des inventaires de la biodiversité dans et autour de cette région.

## Description
Diplycosia puradyatmikai est un arbuste très ramifié atteignant 1,5 m de haut.
Les rameaux sont bruns, cylindriques et très robustes et l'écorce est fissuré longitudinalement tout en étant recouvert de poils marron.
Les limbes sont simples, alternes, très souvent ovales et mesurant de 0,8 à 2,8 cm de longueur sur 0,7 à 2,5 cm de large. Les limbes sont de couleur verte foncée,  légèrement brillantes sur la face supérieur, blanchâtres sur la face inférieure et les 2 faces sont recouvertes de poils soyeux bruns dorés. Le pétiole est rougeâtre et mesurant de 3 à 8 mm.
Les fleurs sont campanulées, de couleur rose à rouge.
Les fruits sont des baies qui passent du rouge au noir à maturité.
La floraison et la fructification se font durant toute l'année.

## Distribution et habitat
Diplycosia puradyatmikai a été découverte sur l'île de Nouvelle-Guinée, plus précisément en Papouasie occidentale, sur les pentes du mont Jaya qui est le plus grand sommet d'Asie du sud-est. 
Cette espèce est classée en danger critique d'extinction selon l'UICN, étant donnée la très faible aire de répartition de cet arbuste et à cause des activités humaines.